# Mister Mulliner
Mister Mulliner (Meet Mr Mulliner) è una raccolta di racconti in lingua inglese di  P. G. Wodehouse, pubblicata per la prima volta nel 1927. La raccolta è costituita da nove racconti, di ciascuno dei quali è protagonista un membro della famiglia Mulliner, introdotti da un solo narratore, Mr. Mulliner.

## Racconti
Prima di essere raccolti in volume, i racconti sono apparsi sulla rivista britannica The Strand Magazine e sul settimanale statunitense Liberty (tranne il racconto intitolato La villa del caprifoglio, pubblicato su  The Saturday Evening Post) in un periodo compreso fra il 1925 e il 1927
- La verità sul caso di Giorgio (The Truth about George)

Pubblicato su The Strand Magazine di luglio 1926 e su Liberty nel terzo numero di luglio 1926
- L'avventura di Wilfred Mulliner (A Slice of Life)

Pubblicato su The Strand Magazine di agosto 1926 e su Liberty del 7 agosto 1926
- Il "Buck-U-Uppo" Mulliner (Mulliner's Buck-U-Uppo)

Pubblicato su The Strand Magazine di novembre 1926 e su Liberty del 4 settembre 1926
- Il vescovo si risveglia (Bishop's Move)

Pubblicato su The Strand Magazine di settembre 1927 e su Liberty del 20 agosto 1927
- Sorge l'aurora (Came the Dawn)

Pubblicato su The Strand Magazine di luglio 1927 e su Liberty dell'11 luglio 1927
- La storia di William (The Story of William)

Pubblicato su The Strand Magazine di maggio 1927 e su Liberty del 9 aprile 1927 col titolo "It Was Only a Fire"
- Ritratto di una disciplinatrice (Portrait of a Disciplinarian)

Pubblicato su The Strand Magazine di ottobre 1927 e su Liberty del 24 settembre 1927
- Il romanzo di un fotografo (The Romance of a Bulb-Squeezer)

Pubblicato su The Strand Magazine di marzo 1927 e su Liberty del 12 marzo 1927
- La villa del caprifoglio (Honeysuckle Cottage)

Pubblicato su The Strand Magazine del febbraio 1925 e sul bimensile statunitense The Saturday Evening Post del 24 gennaio 1925. È il solo, fra questi racconti, a non essere stato ideato fin dall'inizio come una narrazione di Mr Mulliner; fu modificato, per uniformarlo agli altri, in occasione della raccolta in volume.

## Edizioni
- P. G. Wodehouse, Meet Mr Mulliner, London: Herbert Jenkins, 1927[2]
- P. G. Wodehouse, Meet Mr Mulliner, New York: Doubleday, 1927
- P. G. Wodehouse, Mister Mulliner: romanzo umoristico inglese; traduzione di Alberto Tedeschi, Milano: Monanni, 1931, Coll. Nuovissima collezione letteraria n. 51
- P. G. Wodehouse, Mister Mulliner: romanzo umoristico inglese; traduzione di Alberto Tedeschi, Milano: Bietti, 1933
- P. G. Wodehouse, La mossa del vescovo; traduzione di Mary Buckwell Gilson, Parma: U. Guanda, 2009, ISBN 978-88-8246-986-3